# Повернення живих мерців 3
«Повернення живих мерців 3» (англ. Return of the Living Dead III) — американський фільм жахів 1993 року.

## Сюжет
У секретній військовій лабораторії проводяться експерименти по оживленню мертвяків і перетворенню їх в смертоносну біологічну зброю. Двоє молодих людей, Курт, син керівника цього незвичайного наукового проекту, і його дівчина Джулі, стають випадковими свідками досліджень, і тікають, не побачивши страшного фіналу одного з дослідів. На дорозі вони потрапляють в жахливу аварію і Джулі гине. Але Курт вирішує повернути до життя свою кохану в лабораторії батька, не підозрюючи які криваві події чекають його попереду. Замість коханої дівчини він одержує монстра, чий укус перетворює жертв в зомбі, що жадають людської плоті.

## У ролях
- Кент МакКорд — полковник Джон Рейнольдс
- Джеймс Т. Каллахан — полковник Пек
- Сара Дуглас — полковник Сінклер
- Мелінда Кларк — Джулі Волкер
- Ебігейл Ленц — Мінді
- Дж. Тревор Едмонд — Курт Рейнольдс
- Джилл Андре — головний науковий співробітник
- Майкл Декер — технік
- Біллі Кейн — Сентрі
- Майк Морофф — Сантос
- Джуліан Скотт Урена — Моджо
- Піа Рейес — Алісія
- Сел Лопес — Феліпе
- Дана Лі — власник магазину
- Майкл Дік — поліцейський 1
- Майкл Нортерн — солдат на складі
- Бейзил Воллес — людина біля річки
- Джо Сікорра — командир загону
- Девід Веллс — лаборант
- Кларенс Епперсон — труп
- Ентоні Гікокс — доктор Хікокс
- Брайан Пек — технік

в титрах не вказані
- Роб Хемптон — труп у діжці
- Крістофер Ландрі — військовий поліцейський
- Джеррі Лайвлі — квартирмейстер
- Джон Пенні — сержант
- Гері Шмоллер — капітан